# Merab (männlicher Vorname)
Merab ist ein männlicher Vorname.

## Herkunft und Bedeutung
Bei მერაბ Merab handelt es sich um eine georgische Variante des persischen Namens مهراب mehrāb. Dieser setzt sich aus مهر mehr „Sonne“ oder „Freundschaft“ und آب āb „Wasser“ zusammen.

## Verbreitung
Der Name Merab ist in Georgien geläufig.

## Varianten
Die persische Variante des Namens lautet مهراب mehrāb. Er lässt sich mit Mehrab, Mihrab und Myhrab transkribieren.

## Bekannte Namensträger
- Merab Berdsenischwili (1929–2016), sowjetisch-georgischer Bildhauer und Hochschullehrer
- Merab Eliosischwili (1934–2012), georgischer Schriftsteller
- Merab Gagunaschwili (* 1985), georgischer Schachspieler
- Merab Kostawa (1939–1989), georgischer Dissident, Musiker und Dichter
- Merab Mamardaschwili (1930–1990), georgischer Philosoph
- Merab Ninidse (* 1965), georgischer Schauspieler
- Merab Scharikadse (* 1993), georgischer Rugby-Union-Spieler
- Lewan Merab Zaguria (* 1981), georgischer Sumoringer